# کلمبیا (ویرجینیای غربی)
کلمبیا (به انگلیسی: Columbia) یک منطقهٔ مسکونی در ایالات متحده آمریکا است که در شهرستان فایت، ویرجینیای غربی واقع شده‌است. کلمبیا ۲۲۱٫۹ متر بالاتر از سطح دریا واقع شده‌است.